# M44 (semovente)
Il semovente d'artiglieria, corazzato e cingolato americano M44 è apparso agli inizi degli anni cinquanta sviluppato nel corso della guerra di Corea, con i primi esemplari entrati in servizio nell'esercito americano nel 1954.

## Costruzione
il semovente venne costruito dalla Massey Harris & Co. di Racine nel Wisconsin. Dopo i primi prototipi realizzati in otto esemplari, che recavano la sigla T99 e differivano alquanto dal modello poi effettivamente adottato, dopo un lavoro di perfezionamento portato avanti introducendo estese modifiche e durato almeno un paio di anni, si passò al T99E1 del quale vennero approntati 250 esemplari e proseguendo nel lavoro di sviluppo si arrivò alla versione definitiva realizzata in 350 esemplari.

## Caratteristiche
Il semovente M44 era armato con un obice da 155/23, sistemato in una torretta aperta posta nella parte centrale dello scafo, il cui affusto, fissato su una piattaforma rotante aveva la possibilità di brandeggiare per un arco totale di 60º, 30º a destra e 30º a sinistra, con una elevazione minima di -5° e massima di 65°, mentre la parte anteriore era occupata dal gruppo propulsore e dal cambio. Nella parte posteriore del vano equipaggio erano situati quattro compartimenti destinati a contenere i 24 colpi completi che costituivano la dotazione di bordo del pezzo.

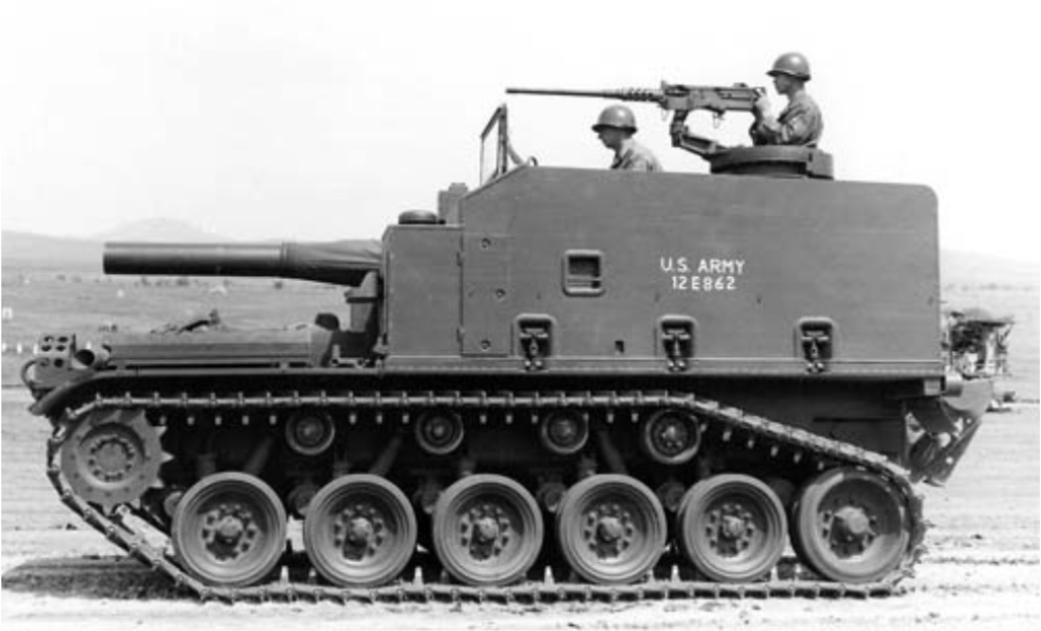
M44 dell'esercito americano

L'armamento secondario era costituito da una mitragliatrice da 12,7 antiaerea.
Il compartimento dell'equipaggio era di forma squadrata ed era costituito da piastre di lamiera corazzata imbullonate tra loro con le fiancate unite mediante tre morsetti per lato allo scafo, che era formato da lamiere corazzate saldate tra loro con la parte anteriore coperta da una serie portelli e griglie mobili per consentire l'accesso al vano che ospitava il gruppo propulsore costituito da motore e cambio.
Il motore era un Continental AOS-895-3, quattro tempi a benzina con sei cilindri contrapposti, raffreddato ad aria e turbocompresso, con alesaggio e corsa tra loro identici, una cilindrata totale di 14.666 cm³, alimentato da due carburatori, uno per ogni bancata di tre cilindri, distribuzione a valvole in testa con doppia candela per ogni cilindro, che erogava una potenza massima di 500 cavalli a 2.800 giri/minuto, per una velocità massima di 56 km/h; la capacità dei serbatoi era di circa 600 litri e permetteva un'autonomia di 122 chilometri.
Il cambio con due marce avanti (lenta/veloce) e una retromarcia era denominato Cross-Drive (CD-500-3), soluzione ampiamente utilizzata sui mezzi corazzati statunitensi per oltre trent'anni, che racchiudeva in un unico blocco le funzioni di cambio di velocità, differenziale, sterzo e frenatura. La guida veniva comandata con un'unica leva (wobble stick) che, con il cambio che consentiva la controrotazione dei cingoli, permetteva, da fermo, la rotazione su sé stesso. Il semovente era di difficile controllo durante la conduzione su strade asfaltate, ma diventava agile e maneggevole nelle operazioni di campagna e su terreni accidentati.
Era dotato di un vomere posteriore, piantato nel terreno durante la messa in punteria, che impediva il rinculo di tutta la struttura durante le operazioni di tiro. Una volta collocato in allineamento dal capo-sezione, si abbassava il vomere, si apriva il portello posteriore e iniziavano le operazioni di puntamento, carica e tiro in funzione degli ordini del Tenente sottocomandante di batteria che riceveva le indicazioni degli obiettivi dal Capitano, comandante della batteria che, essendo Ufficiale Osservatore, dava le disposizioni di fuoco e di aggiustamento del tiro.
L'equipaggio del semovente era composto da:
- capopezzo
- pilota
- puntatore-tiratore
- caricatore-radiofonista
- aiutante caricatore.

La squadra di servizio completa era formata da undici uomini, con i rimanenti sei serventi che venivano trasportati sui veicoli portamunizioni al seguito della batteria. Il sottocomandante di batteria dirigeva le operazioni della batteria da un M113, posto al centro arretrato della batteria, dove effettuava i calcoli di Direzione, Alzo e carica da usare.

## Utilizzatori
- Stati Uniti
- Grecia
- Italia
- Giappone
- Corea del Sud
- Spagna
- Germania
- Turchia
- Regno Unito

## Esercito Italiano
Nel 1957 vennero forniti all'Esercito Italiano 105 esemplari, che furono impiegati nei gruppi di artiglieria delle divisioni corazzate e che, sebbene sostituiti a partire dai primi anni sessanta con i più moderni ed efficienti M109, rimasero in servizio fino alla metà degli anni ottanta.
Dopo la ristrutturazione dell'esercito del 1975 costituivano l'equipaggiamento del 9º Gruppo artiglieria da campagna semovente “Brennero”, del 10º Gruppo artiglieria da campagna semovente “Avisio” e del 1º e 2º Gruppo del Reggimento artiglieria a cavallo. Nel 1981 il 1º e il 2º Gruppo “Reggimento a Cavallo” hanno sostituito gli M 44 con gli M 109G. Analoga sostituzione avvenne tra il 1981 e il 1982 nel 9º Gruppo “Brennero” e nel 10º Gruppo “Avisio”. Nel 1986 la quasi totalità degli M44 erano scomparsi dai reparti operativi.

### Galleria d'immagini
Semovente corazzato M44 del Reggimento artiglieria a cavallo "Voloire" dell'Esercito Italiano durante un'esercitazione a fuoco nell'Italia settentrionale nel 1980
